# Emilia de Vialar
Emilia de Vialar (ur. 12 września 1797 w Gaillac zm. 24 sierpnia 1856 w Marsylii) – francuska święta Kościoła katolickiego.

## Życiorys
Emilie de Vialar urodziła się w 1797 roku w bogatej i dystyngowanej rodzinie w starożytnym mieście Gaillac na południu Francji, niedaleko Tuluzy. Jej matka była córką barona de Portal który należał do rodziny aptekarzy i został lekarzem króla Ludwika Filipa I i Karola X. Jej matka była pobożną kobietą i od najmłodszych lat wychowywała Emilie w wierze a ojciec Emilie był człowiekiem wykształconym i zajmował ważne stanowiska administracyjne w Gaillac. Ojciec oddał ją do sióstr zakonnych w Paryżu, gdzie odbywała naukę w latach 1810–1812. Kiedy powróciła do domu, matka już nie żyła, a domem zajmowała się despotyczna macocha. Przez dwadzieścia lat cierpliwie znosiła drażliwe usposobienie owdowiałego ojca i niechęć otoczenia. W roku 1816 odbywały się w jej miejscowości misje. To one zadecydowały o tym, że Emilia postanowiła oddać się na wyłączną służbę Panu Bogu i bliźniemu. Miała wówczas 19 lat. Zaczęła przyjmować do domu rodzinnego ubogich i potrzebujących, starców i opuszczonych. Macocha wyśmiewała to postępowanie i dokuczała Emilii. Ojciec milczał, nie chciał bowiem zrażać sobie doskonałej administratorki domu, a z drugiej strony kochał swoją córkę. W roku 1832 dziadek Emilii, baron de Portal, zmarł i zostawił jej spory majątek. Prowadzenie domostwa przejęła bratowa, a Emilia stała się spadkobierczynią fortuny pozostawionej przez dziadka. Wówczas zakupiła w Gaillac duży dom i w sam wieczór Bożego Narodzenia przeniosła się do niego. Odziedziczony majątek Emilia wykorzystała aby sprowadzić do Gaillac trzy przyjaciółki, które podobnie jak ona marzyły o życiu zakonnym. Tak powstała nowa rodzina zakonna Sióstr od Objawienia św. Józefa. Taką nazwę Emilia przyjęła dla upamiętnienia sceny ewangelicznej, kiedy to anioł uspokoił we śnie św. Józefa o cudownym poczęciu Maryi. Opiekę duchową nad zgromadzeniem roztoczył biskup z Albi, François-Marie-Edouard de Gualy. W 1835 r. Emilia wraz z kilkoma siostrami przybyły do Algierii, by opiekować się chorymi podczas epidemii cholery i tam rozpoczęła się ich misja ewangelizacyjna. Siostry prowadziły szpitale, przytułki i szkoły. Tam miejscowy biskup zażądał od niej, by przeniosła do Algieru dom macierzysty i zmodyfikowała wedle jego pomysłu reguły zakonne. Emilia nie przystała na jego propozycję. Wówczas biskup obłożył Emilię i jej towarzyszki ekskomuniką, a w końcu doprowadził do ich wydalenia z Algieru. Została przyjęta przez papieża Grzegorza XVI w grudniu 1840 r., a następnie spędziła osiemnaście miesięcy w Rzymie, czekając, aż kardynałowie przestudiują jej sprawę, która obejmowała donosy i oczerniające raporty biskupa Antoine Dupucha. Siostry zostały zaproszone do Trypolisu, na Cypr i do Bejrutu. Z tej okazji Emilia odbyła pielgrzymkę do Egiptu. Potem udała się do Ziemi Świętej. Po cierpieniach, jakich Emilia doznała w Algierze, jeszcze boleśniejsze wydarzenia spotkały ją w samej Francji. Doszło do tego, że musiała zlikwidować dom macierzysty w Gaillac i kilka innych. Dom generalny przeniosła do Tuluzy. Ostatecznie osiadła pod Marsylią, gdzie serdeczną opiekę zapewnił siostrom założyciel Misjonarzy Oblatów Maryi Niepokalanej, biskup Eugeniusz de Mazenod. W 1842 r. otrzymała także dla swego zgromadzenia tzw. dekret pochwalny Stolicy Apostolskiej. Emilia de Vialar zmarła w opinii świętości 24 sierpnia 1856 roku w Marsylii po 59 latach życia.

## Relikwie

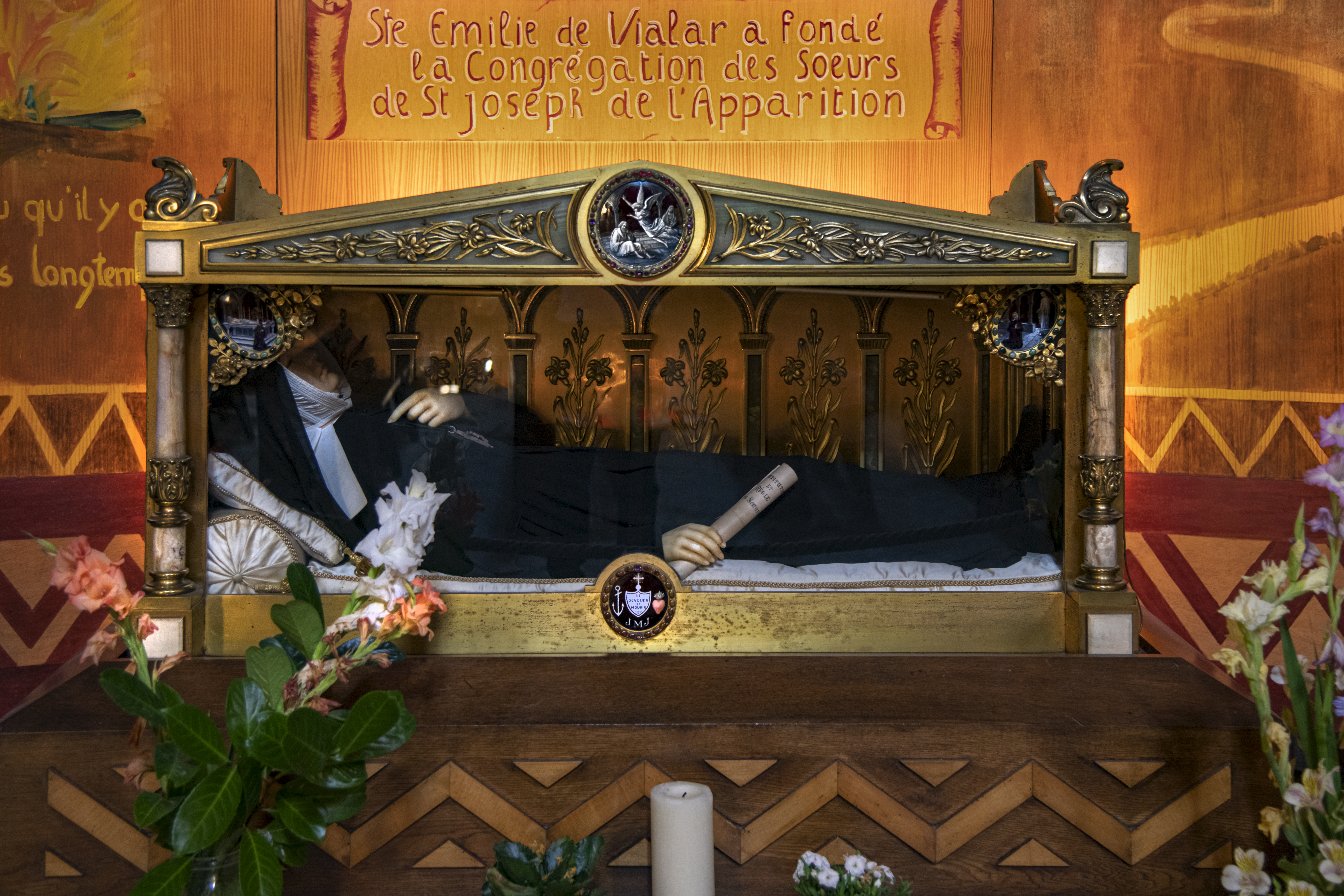
Relikwiarz Emilii de Vialar w Gaillac

Relikwie znajdują się w kościele St-Pierre obok Domu Sióstr św. Józefa Od Objawienia w Gaillac.

## Proces beatyfikacyjny i kanonizacyjny
Emilia została beatyfikowana przez papieża Piusa XII w 1939 roku, a kanonizowana przez niego 24 czerwca 1951 roku.

## Dzień obchodów
Jej liturgiczne wspomnienie przypada 24 sierpnia.